# Jacob Gerritsz Cuyp
Jacob Gerritsz Cuyp, també conegut com a Jacob Gerritz Cuyp o Jacob Cuyp, (Dordrecht, desembre de 1594 - Dordrecht, 1652) fou un pintor barroc neerlandès de retrats i paisatges, encara que també se'l coneixen quadres d'història i estudis d'animals. Fou el pare del pintor Aelbert Cuyp.

## Biografia
El seu pare, Gerrit Gerritsz, va ser un pintor sobre vidre. Va ser alumne d'Abraham Bloemaert a Utrecht; va ingressar en la guilda de Sant Lluc de Dordrecht el 1617, estant el lloc en què més va treballar. Va ser tresorer d'aquesta entitat durant els anys 1629, 1633, 1637 i 1641. Es va convertir en mestre dels pintors Ferdinand Bol, Rafaël Govertsz Camphuysen, Aelbert Cuyp, Benjamin Gerritsz Cuyp, Hendrik Dethier, Isaac van Duynen, Bastiaan Govertsz van der Leeuw, Aert van der Neer, Pieter Hermansz Verelst i Ary Huybertsz Verveer.

## Obra i museus
Al començament va pintar natures mortes, interiors amb figures i animals, però més tard es va especialitzar en els paisatges pastorals pels que es va fer famós.
Als Països Baixos, el Museu de Dordrecht té una sèrie de pintures de Jacob Cuyp, que inclouen: Retrat de Michiel Pompe Slingelandt (1649) Tulipes (1638) i Pastora amb un nen en un paisatge (1627). Hi ha obres de Jacob Cuyp en altres museus de tot el món, incloent: 
- Rússia: Museu de l'Hermitage a Sant Petersburg
- Austràlia: la Galeria Nacional d'Austràlia a Canberra
- Estats Units: la Universitat Harvard Museus d'art a Massachusetts
- França: el Museu Ingres de Montauban
- Israel: Museu d'Israel a Jerusalem.

## Galeria

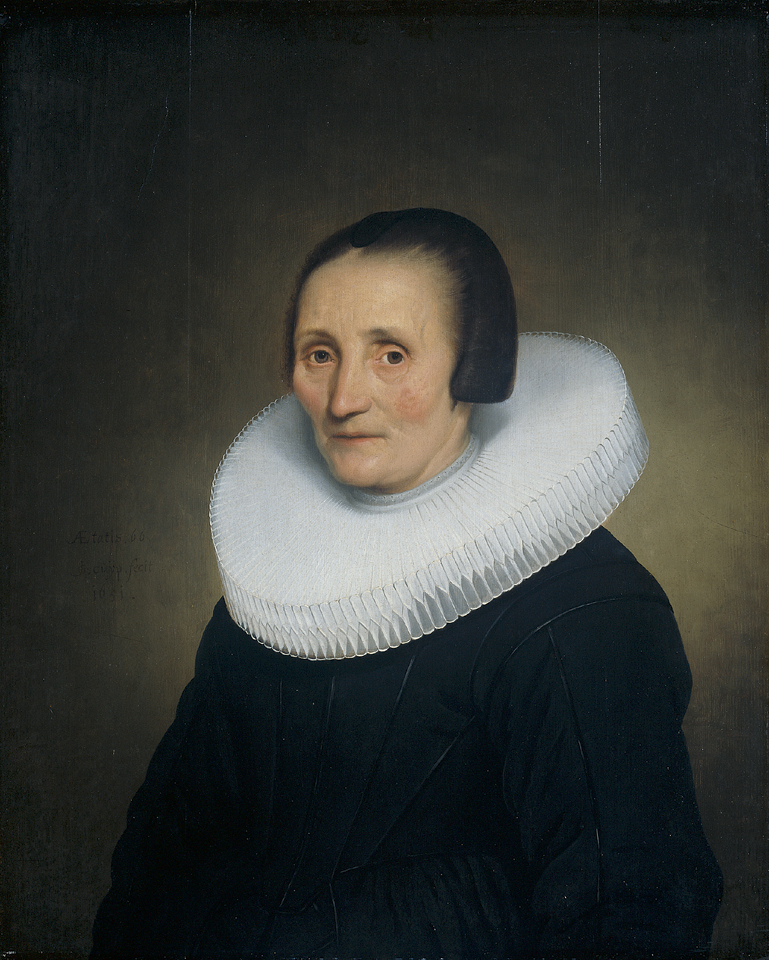
Retrat de Margaretha De Geer, 1651, Rijksmuseum Amsterdam.
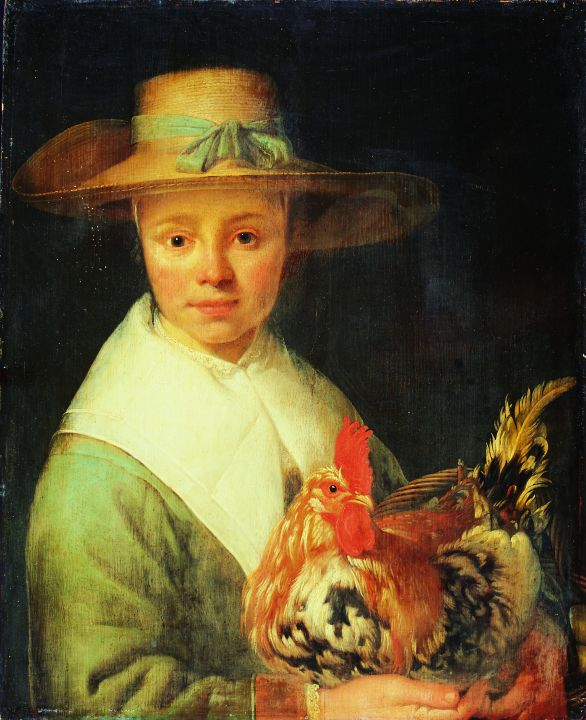
Jove amb un gall c. 1650.
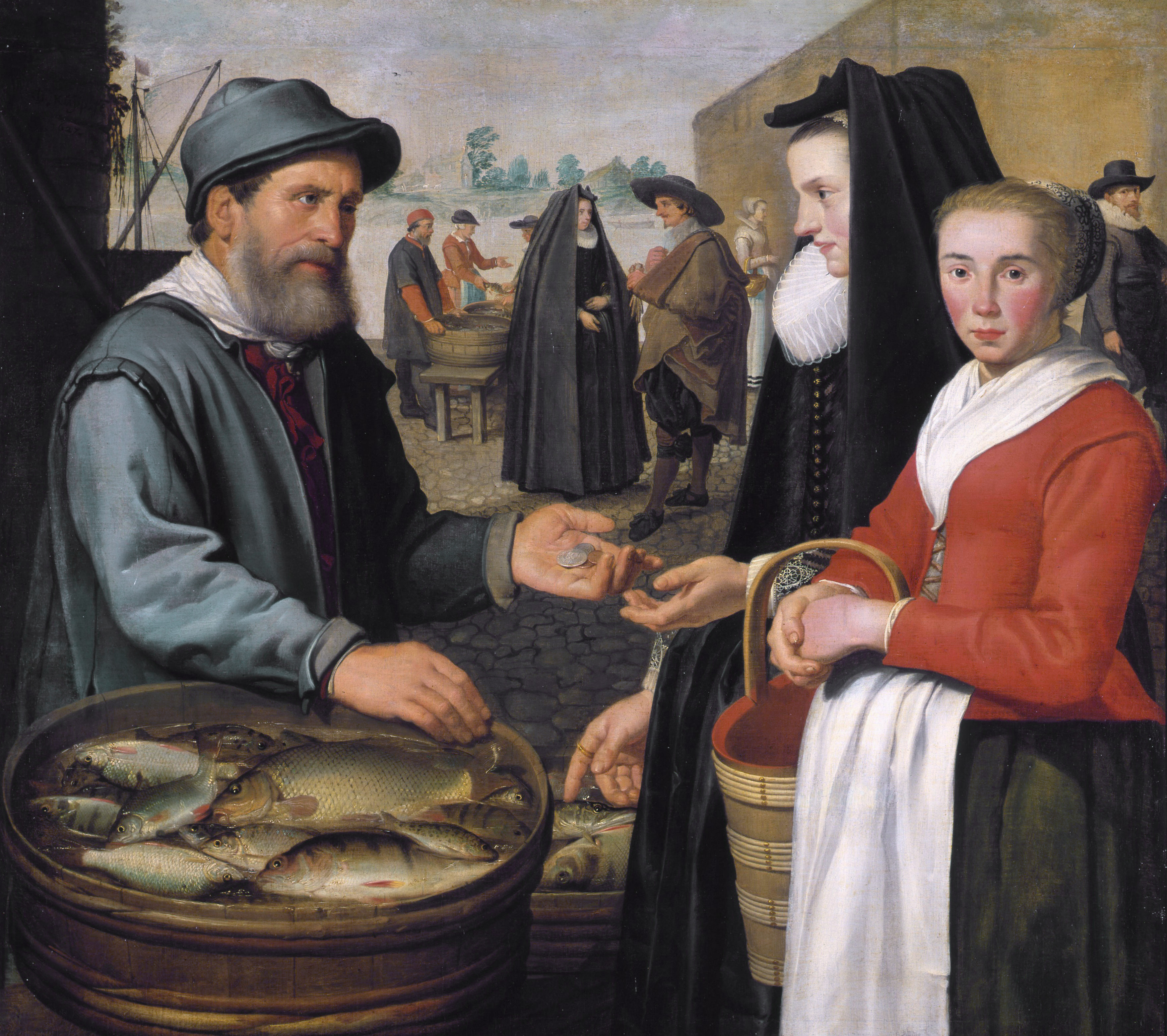
El mercat de peix, 1627, Museu de Dordrecht.
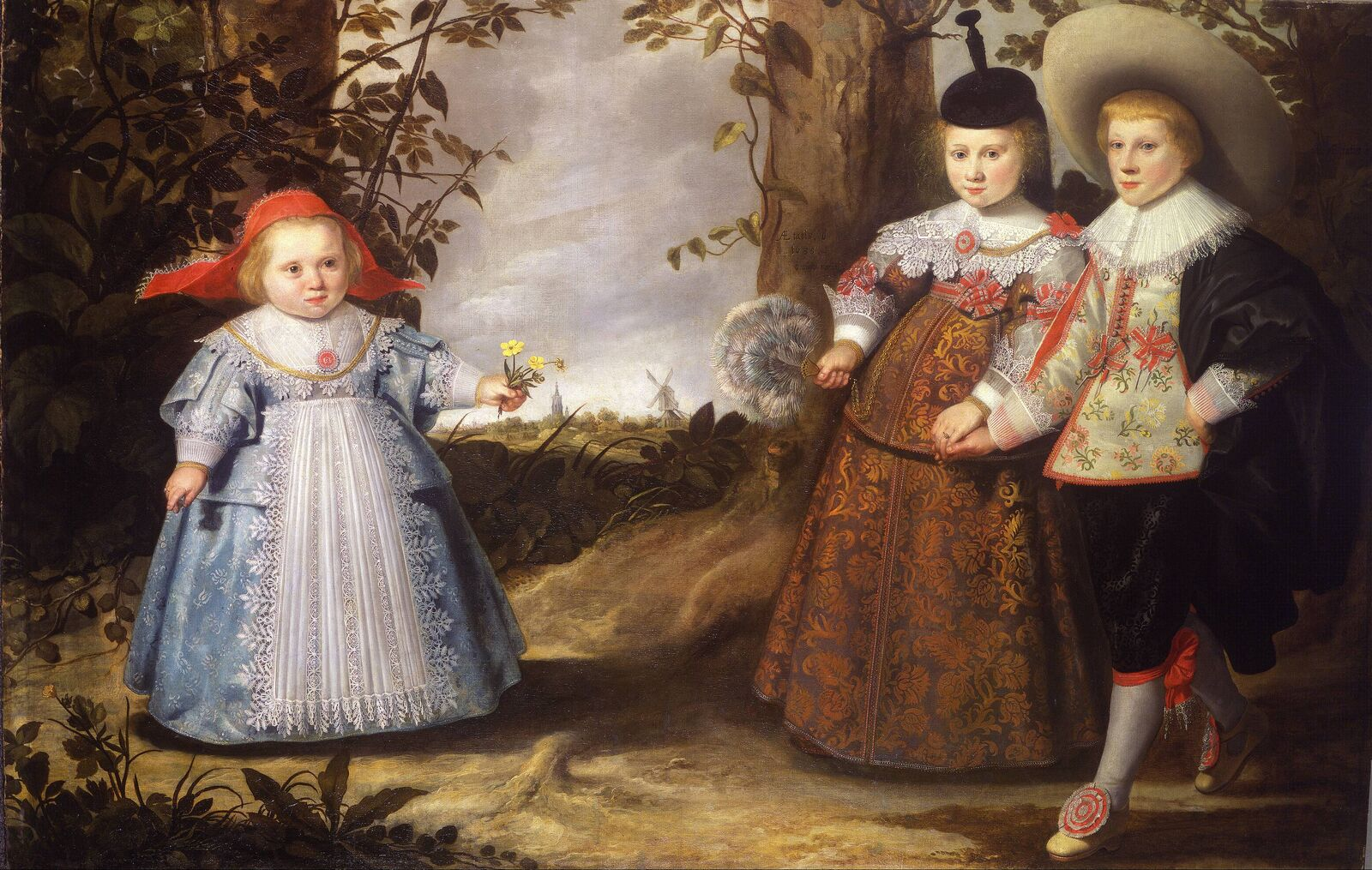
Tres nens en un paisatge, 1635, Museu de Dordrecht.